# Steinbach (Taunus)
Steinbach (Taunus) è una città tedesca situata nel land dell'Assia.